# Смаллебрюгге
Смаллебрюгге (нід. Smallebrugge) — село в нідерландській провінції Фрисландія. Входить до муніципалітету Південно-Західна Фрисландія.
Його площа становить 1,00км², а населення станом на 2021 рік складало 25 осіб.
Перша згадка про населений пункт датується 1422 роком.